# Кущовик тасманійський
Кущовик тасманійський (Sericornis humilis) — вид горобцеподібних птахів родини шиподзьобових (Acanthizidae). Ендемік Тасманії. Деякі дослідники вважають його підвидом білочеревого кущовика.

## Підвиди
Виділяють два підвиди:
- S. h. humilis Gould, 1838 (Тасманія);
- S. h. tregellasi (Mathews, 1914) (острів Кінг).

## Поширення і екологія
Квінслендський кущовик є ендеміком лісів і чагарників Тасманії і острова Кінг. 